# Srednji Lipovec
Srednji Lipovec je naselje u slovenskoj Općini Žužemberku. Srednji Lipovec se nalazi u pokrajini Dolenjskoj i statističkoj regiji Jugoistočnoj Sloveniji. 

## Stanovništvo
Prema popisu stanovništva iz 2002. godine naselje je imalo 84 stanovnika.